# Саммит Америк
Саммит Америк — организуемая под эгидой ОАГ встреча глав государств и правительств Америки, проводимая в одном из городов континента с целью формирования общей стратегии в решении стоящих перед странами региона проблем.

## История

### Саммиты
- I Саммит Америк с 9 по 11 декабря 1994 года в Майами, США
- Саммит Америк по вопросам экономической поддержки с 7 по 8 декабря 1996 года в Санта-Крус-де-ла-Сьерра, Боливия
- II Саммит Америк с 18 по 19 апреля 1998 года в Сантьяго, Чили
- III Саммит Америк с 20 по 22 апреля 2001 года в Квебеке, Канада
- Внеочередной Саммит Америк с 12 по 13 января 2004 года в Монтеррее, Мексика
- IV Саммит Америк с 4 по 5 ноября 2005 года в Мар-дель-Плата, Аргентина
- V Саммит Америк с 17 по 19 апреля 2009 года в Порт-оф-Спейн, Тринидад и Тобаго
- VI Саммит Америк с 14 по 15 апреля 2012 года в Картахене, Колумбия
- VII Саммит Америк с 10 по 11 апреля 2015 года в Панаме, Панама
- VIII Саммит Америк с 13 по 14 апреля 2018 года в Лиме, Перу
- IX Саммит Америк с 6 по 10 июня 2022 года в Лос-Анджелесе, США

### 2015
- На Саммите Америк в Панаме произошёл конфликт. Куба заявила, что организаторами мероприятия являются люди, убившие Эрнесто Че Гевару[1][2].